# Gratius (Silberschmied)
Gratius war ein antiker römischer Silberschmied, der in der zweiten Hälfte des 1. Jahrhunderts in Rom tätig war.
Gratius ist nur noch aufgrund der literarischen Überlieferung bekannt. Er wird beim älteren Plinius in dessen Naturalis historia als einer der Silberschmiede genannt, deren Werke in Rom in flavischer Zeit (etwa im letzten Drittel des 1. Jahrhunderts) besonders beliebt und gefragt waren. Er soll Rivale seines Kollegen Furnius gewesen sein. Zudem wird er bei Martial in einem Epigramm über einen reichen Sammler namens Charinos genannt. Dieser habe wertvolle Werke verschiedener berühmter Künstler zusammengetragen; neben den Bildhauern Myron, Praxiteles und Skopas werden auch die Bildhauer Mentor und Gratius genannt.